# إيرينا كوليادينكو
إيرينا فولوديميريفنا كوليادينكو (بالأوكرانية: Ирина Володимиривна Коляденко، من مواليد 28 أغسطس 1998) هي لاعبة مصارعة حرة أوكرانية حازت على ميداليتين أولمبيتين، حيث فازت بالميدالية الفضية في منافسات وزن 62 كجم للسيدات في دورة الألعاب الأولمبية الصيفية 2024، وإحدى الميداليات البرونزية في منافسات وزن 62 كجم للسيدات في الألعاب الأولمبية الصيفية 2020.  أيضًا حاصلة على ميداليتين فضية وبرونزية في بطولات العالم للمصارعة، وثلاثة ميداليات ذهبية، وميداليتين برونزية في بطولة أوروبا للمصارعة.

## مسيرتها الرياضية
فازت كوليادينكو  عامي 2018 و2019، بالميدالية البرونزية في منافسات المصارعة الحرة للسيدات وزن 65 كجم في كل من بطولة العالم للمصارعة تحت 23 عامًا 2018 وبطولة العالم للمصارعة تحت 23 عامًا 2019، اللتين أقيمتا في بوخارست، رومانيا وبودابست، المجر، على التوالي. فازت بالميدالية الفضية في حدث وزن 65 كجم سيدات في بطولة العالم 2019.
في عام 2020، فازت كوليادينكو بإحدى الميداليات البرونزية في حدث 65 كجم في بطولة أوروبا للمصارعة التي أقيمت في روما، إيطاليا. في مباراة الميدالية البرونزية، هزمت الرومانية كريستا إنزه. في مارس 2021، تأهلت إلى بطولة التصفيات الأوروبية للتنافس في دورة الألعاب الأولمبية الصيفية 2020 في طوكيو، اليابان. وبعد شهر، فازت كوليادينكو بالميدالية الذهبية في حدث 62 كجم في بطولة أوروبا للمصارعة 2021 التي أقيمت في وارسو، بولندا. هزمت ماريانا ساستين من المجر في النهائي.
فازت كوليادينكو بإحدى الميداليات البرونزية في منافسات وزن حر للسيدات 62 كجم في الألعاب الأولمبية الصيفية 2020 التي أقيمت في طوكيو، اليابان. هزمت أناستاسيا جريجورييفا من لاتفيا في مباراة الميدالية البرونزية. في عام 2022، فازت كوليادينكو بالميدالية الذهبية في منافساتها في سلسلة تصنيف ماتيو بيليكوني 2022 التي أقيمت في روما، إيطاليا. فازت بإحدى الميداليات البرونزية في منافساتها في بطولة إبراهيم مصطفى 2023 التي أقيمت في الإسكندرية، مصر.
فازت كوليادينكو بالميدالية الذهبية في حدث 62 كجم في بطولة أوروبا للمصارعة 2023 التي أقيمت في زغرب، كرواتيا.هزمت جريس بولين من النرويج في مباراة الميدالية الذهبية. فازت كوليادينكو بإحدى الميداليات البرونزية في حدث 62 كجم في بطولة العالم للمصارعة 2023 التي أقيمت في بلغراد، صربيا. ونتيجة لذلك، حصلت على مكان في الحصة المخصصة لأوكرانيا في دورة الألعاب الأولمبية الصيفية 2024 في باريس، فرنسا..
فازت كوليادينكو بالميدالية الذهبية في حدث 65 كجم في بطولة أوروبا للمصارعة 2024 التي أقيمت في بوخارست، رومانيا. هزمت كاترينا زيلينيك من رومانيا في مباراة الميدالية الذهبية. فازت كوليادينكو بالميدالية الفضية في سيدات وزن 62 كجم في دورة الألعاب الأولمبية الصيفية 2024 في باريس، فرنسا. خسرت أمام ساكورا موتوكي من اليابان في النهائي.

## الإنجازات
| عام  | البطولة                   | الموقع               | النتيجة       | الحدث                 |
| ---- | ------------------------- | -------------------- | ------------- | --------------------- |
| 2019 | بطولات العالم             | نور سلطان، كازاخستان | المركز الثاني | مصارعة حرة وزن 65 كجم |
| 2020 | بطولات أوروبا             | روما، إيطاليا        | المركز الثالث | مصارعة حرة 65 كجم     |
| 2021 | بطولة أوروبا              | وارسو، بولندا        | المركز الأول  | مصارعة حرة 62 كجم     |
| 2021 | الألعاب الأولمبية الصيفية | طوكيو، اليابان       | المركز الثالث | مصارعة حرة 62 كجم     |
| 2023 | بطولات أوروبا             | زغرب، كرواتيا        | المركز الأول  | مصارعة حرة 62 كجم     |
| 2023 | بطولات العالم             | بلغراد، صربيا        | المركز الثالث | مصارعة حرة 62 كجم     |
| 2024 | بطولة أوروبا              | بوخارست، رومانيا     | المركز الأول  | مصارعة حرة 65 كجم     |
| 2024 | الألعاب الأولمبية الصيفية | باريس، فرنسا         | المركز الثاني | مصارعة حرة 62 كجم     |
| 2025 | بطولة أوروبا              | براتيسلافا، سلوفاكيا | المركز الثالث | مصارعة حرة 65 كجم     |